# Сви бране Миреј
„Сви бране Миреј” је југословенски ТВ филм из 1959. године. Режирао га је Иван Хетрих а сценарио је написан по делу Ги де Мопасана.